# 1233
Portal Geschichte | Portal Biografien | Aktuelle Ereignisse | Jahreskalender | Tagesartikel

◄ |
12. Jahrhundert |
13. Jahrhundert
| 14. Jahrhundert | ►

◄ |
1200er |
1210er |
1220er |
1230er
| 1240er | 1250er | 1260er | ►

◄◄ |
◄ |
1229 |
1230 |
1231 |
1232 |
1233
| 1234 | 1235 | 1236 | 1237 | ► | ►►
Staatsoberhäupter  · Nekrolog
| Januar | Januar | Januar | Januar | Januar | Januar | Januar | Januar |
| Kw     | Mo     | Di     | Mi     | Do     | Fr     | Sa     | So     |
| ------ | ------ | ------ | ------ | ------ | ------ | ------ | ------ |
| 53     |        |        |        |        |        | 1      | 2      |
| 1      | 3      | 4      | 5      | 6      | 7      | 8      | 9      |
| 2      | 10     | 11     | 12     | 13     | 14     | 15     | 16     |
| 3      | 17     | 18     | 19     | 20     | 21     | 22     | 23     |
| 4      | 24     | 25     | 26     | 27     | 28     | 29     | 30     |
| 5      | 31     |        |        |        |        |        |        |

| Februar | Februar | Februar | Februar | Februar | Februar | Februar | Februar |
| Kw      | Mo      | Di      | Mi      | Do      | Fr      | Sa      | So      |
| ------- | ------- | ------- | ------- | ------- | ------- | ------- | ------- |
| 5       |         | 1       | 2       | 3       | 4       | 5       | 6       |
| 6       | 7       | 8       | 9       | 10      | 11      | 12      | 13      |
| 7       | 14      | 15      | 16      | 17      | 18      | 19      | 20      |
| 8       | 21      | 22      | 23      | 24      | 25      | 26      | 27      |
| 9       | 28      |         |         |         |         |         |         |

| März | März | März | März | März | März | März | März |
| Kw   | Mo   | Di   | Mi   | Do   | Fr   | Sa   | So   |
| ---- | ---- | ---- | ---- | ---- | ---- | ---- | ---- |
| 9    |      | 1    | 2    | 3    | 4    | 5    | 6    |
| 10   | 7    | 8    | 9    | 10   | 11   | 12   | 13   |
| 11   | 14   | 15   | 16   | 17   | 18   | 19   | 20   |
| 12   | 21   | 22   | 23   | 24   | 25   | 26   | 27   |
| 13   | 28   | 29   | 30   | 31   |      |      |      |

| April | April | April | April | April | April | April | April |
| Kw    | Mo    | Di    | Mi    | Do    | Fr    | Sa    | So    |
| ----- | ----- | ----- | ----- | ----- | ----- | ----- | ----- |
| 13    |       |       |       |       | 1     | 2     | 3     |
| 14    | 4     | 5     | 6     | 7     | 8     | 9     | 10    |
| 15    | 11    | 12    | 13    | 14    | 15    | 16    | 17    |
| 16    | 18    | 19    | 20    | 21    | 22    | 23    | 24    |
| 17    | 25    | 26    | 27    | 28    | 29    | 30    |       |

| Mai | Mai | Mai | Mai | Mai | Mai | Mai | Mai |
| Kw  | Mo  | Di  | Mi  | Do  | Fr  | Sa  | So  |
| --- | --- | --- | --- | --- | --- | --- | --- |
| 17  |     |     |     |     |     |     | 1   |
| 18  | 2   | 3   | 4   | 5   | 6   | 7   | 8   |
| 19  | 9   | 10  | 11  | 12  | 13  | 14  | 15  |
| 20  | 16  | 17  | 18  | 19  | 20  | 21  | 22  |
| 21  | 23  | 24  | 25  | 26  | 27  | 28  | 29  |
| 22  | 30  | 31  |     |     |     |     |     |

| Juni | Juni | Juni | Juni | Juni | Juni | Juni | Juni |
| Kw   | Mo   | Di   | Mi   | Do   | Fr   | Sa   | So   |
| ---- | ---- | ---- | ---- | ---- | ---- | ---- | ---- |
| 22   |      |      | 1    | 2    | 3    | 4    | 5    |
| 23   | 6    | 7    | 8    | 9    | 10   | 11   | 12   |
| 24   | 13   | 14   | 15   | 16   | 17   | 18   | 19   |
| 25   | 20   | 21   | 22   | 23   | 24   | 25   | 26   |
| 26   | 27   | 28   | 29   | 30   |      |      |      |

| Juli | Juli | Juli | Juli | Juli | Juli | Juli | Juli |
| Kw   | Mo   | Di   | Mi   | Do   | Fr   | Sa   | So   |
| ---- | ---- | ---- | ---- | ---- | ---- | ---- | ---- |
| 26   |      |      |      |      | 1    | 2    | 3    |
| 27   | 4    | 5    | 6    | 7    | 8    | 9    | 10   |
| 28   | 11   | 12   | 13   | 14   | 15   | 16   | 17   |
| 29   | 18   | 19   | 20   | 21   | 22   | 23   | 24   |
| 30   | 25   | 26   | 27   | 28   | 29   | 30   | 31   |

| August | August | August | August | August | August | August | August |
| Kw     | Mo     | Di     | Mi     | Do     | Fr     | Sa     | So     |
| ------ | ------ | ------ | ------ | ------ | ------ | ------ | ------ |
| 31     | 1      | 2      | 3      | 4      | 5      | 6      | 7      |
| 32     | 8      | 9      | 10     | 11     | 12     | 13     | 14     |
| 33     | 15     | 16     | 17     | 18     | 19     | 20     | 21     |
| 34     | 22     | 23     | 24     | 25     | 26     | 27     | 28     |
| 35     | 29     | 30     | 31     |        |        |        |        |

| September | September | September | September | September | September | September | September |
| Kw        | Mo        | Di        | Mi        | Do        | Fr        | Sa        | So        |
| --------- | --------- | --------- | --------- | --------- | --------- | --------- | --------- |
| 35        |           |           |           | 1         | 2         | 3         | 4         |
| 36        | 5         | 6         | 7         | 8         | 9         | 10        | 11        |
| 37        | 12        | 13        | 14        | 15        | 16        | 17        | 18        |
| 38        | 19        | 20        | 21        | 22        | 23        | 24        | 25        |
| 39        | 26        | 27        | 28        | 29        | 30        |           |           |

| Oktober | Oktober | Oktober | Oktober | Oktober | Oktober | Oktober | Oktober |
| Kw      | Mo      | Di      | Mi      | Do      | Fr      | Sa      | So      |
| ------- | ------- | ------- | ------- | ------- | ------- | ------- | ------- |
| 39      |         |         |         |         |         | 1       | 2       |
| 40      | 3       | 4       | 5       | 6       | 7       | 8       | 9       |
| 41      | 10      | 11      | 12      | 13      | 14      | 15      | 16      |
| 42      | 17      | 18      | 19      | 20      | 21      | 22      | 23      |
| 43      | 24      | 25      | 26      | 27      | 28      | 29      | 30      |
| 44      | 31      |         |         |         |         |         |         |

| November | November | November | November | November | November | November | November |
| Kw       | Mo       | Di       | Mi       | Do       | Fr       | Sa       | So       |
| -------- | -------- | -------- | -------- | -------- | -------- | -------- | -------- |
| 44       |          | 1        | 2        | 3        | 4        | 5        | 6        |
| 45       | 7        | 8        | 9        | 10       | 11       | 12       | 13       |
| 46       | 14       | 15       | 16       | 17       | 18       | 19       | 20       |
| 47       | 21       | 22       | 23       | 24       | 25       | 26       | 27       |
| 48       | 28       | 29       | 30       |          |          |          |          |

| Dezember | Dezember | Dezember | Dezember | Dezember | Dezember | Dezember | Dezember |
| Kw       | Mo       | Di       | Mi       | Do       | Fr       | Sa       | So       |
| -------- | -------- | -------- | -------- | -------- | -------- | -------- | -------- |
| 48       |          |          |          | 1        | 2        | 3        | 4        |
| 49       | 5        | 6        | 7        | 8        | 9        | 10       | 11       |
| 50       | 12       | 13       | 14       | 15       | 16       | 17       | 18       |
| 51       | 19       | 20       | 21       | 22       | 23       | 24       | 25       |
| 52       | 26       | 27       | 28       | 29       | 30       | 31       |          |

| Januar | Januar | Januar | Januar | Januar | Januar | Januar | Januar |
| Kw     | Mo     | Di     | Mi     | Do     | Fr     | Sa     | So     |
| ------ | ------ | ------ | ------ | ------ | ------ | ------ | ------ |
| 53     |        |        |        |        |        | 1      | 2      |
| 1      | 3      | 4      | 5      | 6      | 7      | 8      | 9      |
| 2      | 10     | 11     | 12     | 13     | 14     | 15     | 16     |
| 3      | 17     | 18     | 19     | 20     | 21     | 22     | 23     |
| 4      | 24     | 25     | 26     | 27     | 28     | 29     | 30     |
| 5      | 31     |        |        |        |        |        |        |

| Februar | Februar | Februar | Februar | Februar | Februar | Februar | Februar |
| Kw      | Mo      | Di      | Mi      | Do      | Fr      | Sa      | So      |
| ------- | ------- | ------- | ------- | ------- | ------- | ------- | ------- |
| 5       |         | 1       | 2       | 3       | 4       | 5       | 6       |
| 6       | 7       | 8       | 9       | 10      | 11      | 12      | 13      |
| 7       | 14      | 15      | 16      | 17      | 18      | 19      | 20      |
| 8       | 21      | 22      | 23      | 24      | 25      | 26      | 27      |
| 9       | 28      |         |         |         |         |         |         |

| März | März | März | März | März | März | März | März |
| Kw   | Mo   | Di   | Mi   | Do   | Fr   | Sa   | So   |
| ---- | ---- | ---- | ---- | ---- | ---- | ---- | ---- |
| 9    |      | 1    | 2    | 3    | 4    | 5    | 6    |
| 10   | 7    | 8    | 9    | 10   | 11   | 12   | 13   |
| 11   | 14   | 15   | 16   | 17   | 18   | 19   | 20   |
| 12   | 21   | 22   | 23   | 24   | 25   | 26   | 27   |
| 13   | 28   | 29   | 30   | 31   |      |      |      |

| April | April | April | April | April | April | April | April |
| Kw    | Mo    | Di    | Mi    | Do    | Fr    | Sa    | So    |
| ----- | ----- | ----- | ----- | ----- | ----- | ----- | ----- |
| 13    |       |       |       |       | 1     | 2     | 3     |
| 14    | 4     | 5     | 6     | 7     | 8     | 9     | 10    |
| 15    | 11    | 12    | 13    | 14    | 15    | 16    | 17    |
| 16    | 18    | 19    | 20    | 21    | 22    | 23    | 24    |
| 17    | 25    | 26    | 27    | 28    | 29    | 30    |       |

| Mai | Mai | Mai | Mai | Mai | Mai | Mai | Mai |
| Kw  | Mo  | Di  | Mi  | Do  | Fr  | Sa  | So  |
| --- | --- | --- | --- | --- | --- | --- | --- |
| 17  |     |     |     |     |     |     | 1   |
| 18  | 2   | 3   | 4   | 5   | 6   | 7   | 8   |
| 19  | 9   | 10  | 11  | 12  | 13  | 14  | 15  |
| 20  | 16  | 17  | 18  | 19  | 20  | 21  | 22  |
| 21  | 23  | 24  | 25  | 26  | 27  | 28  | 29  |
| 22  | 30  | 31  |     |     |     |     |     |

| Juni | Juni | Juni | Juni | Juni | Juni | Juni | Juni |
| Kw   | Mo   | Di   | Mi   | Do   | Fr   | Sa   | So   |
| ---- | ---- | ---- | ---- | ---- | ---- | ---- | ---- |
| 22   |      |      | 1    | 2    | 3    | 4    | 5    |
| 23   | 6    | 7    | 8    | 9    | 10   | 11   | 12   |
| 24   | 13   | 14   | 15   | 16   | 17   | 18   | 19   |
| 25   | 20   | 21   | 22   | 23   | 24   | 25   | 26   |
| 26   | 27   | 28   | 29   | 30   |      |      |      |

| Juli | Juli | Juli | Juli | Juli | Juli | Juli | Juli |
| Kw   | Mo   | Di   | Mi   | Do   | Fr   | Sa   | So   |
| ---- | ---- | ---- | ---- | ---- | ---- | ---- | ---- |
| 26   |      |      |      |      | 1    | 2    | 3    |
| 27   | 4    | 5    | 6    | 7    | 8    | 9    | 10   |
| 28   | 11   | 12   | 13   | 14   | 15   | 16   | 17   |
| 29   | 18   | 19   | 20   | 21   | 22   | 23   | 24   |
| 30   | 25   | 26   | 27   | 28   | 29   | 30   | 31   |

| August | August | August | August | August | August | August | August |
| Kw     | Mo     | Di     | Mi     | Do     | Fr     | Sa     | So     |
| ------ | ------ | ------ | ------ | ------ | ------ | ------ | ------ |
| 31     | 1      | 2      | 3      | 4      | 5      | 6      | 7      |
| 32     | 8      | 9      | 10     | 11     | 12     | 13     | 14     |
| 33     | 15     | 16     | 17     | 18     | 19     | 20     | 21     |
| 34     | 22     | 23     | 24     | 25     | 26     | 27     | 28     |
| 35     | 29     | 30     | 31     |        |        |        |        |

| September | September | September | September | September | September | September | September |
| Kw        | Mo        | Di        | Mi        | Do        | Fr        | Sa        | So        |
| --------- | --------- | --------- | --------- | --------- | --------- | --------- | --------- |
| 35        |           |           |           | 1         | 2         | 3         | 4         |
| 36        | 5         | 6         | 7         | 8         | 9         | 10        | 11        |
| 37        | 12        | 13        | 14        | 15        | 16        | 17        | 18        |
| 38        | 19        | 20        | 21        | 22        | 23        | 24        | 25        |
| 39        | 26        | 27        | 28        | 29        | 30        |           |           |

| Oktober | Oktober | Oktober | Oktober | Oktober | Oktober | Oktober | Oktober |
| Kw      | Mo      | Di      | Mi      | Do      | Fr      | Sa      | So      |
| ------- | ------- | ------- | ------- | ------- | ------- | ------- | ------- |
| 39      |         |         |         |         |         | 1       | 2       |
| 40      | 3       | 4       | 5       | 6       | 7       | 8       | 9       |
| 41      | 10      | 11      | 12      | 13      | 14      | 15      | 16      |
| 42      | 17      | 18      | 19      | 20      | 21      | 22      | 23      |
| 43      | 24      | 25      | 26      | 27      | 28      | 29      | 30      |
| 44      | 31      |         |         |         |         |         |         |

| November | November | November | November | November | November | November | November |
| Kw       | Mo       | Di       | Mi       | Do       | Fr       | Sa       | So       |
| -------- | -------- | -------- | -------- | -------- | -------- | -------- | -------- |
| 44       |          | 1        | 2        | 3        | 4        | 5        | 6        |
| 45       | 7        | 8        | 9        | 10       | 11       | 12       | 13       |
| 46       | 14       | 15       | 16       | 17       | 18       | 19       | 20       |
| 47       | 21       | 22       | 23       | 24       | 25       | 26       | 27       |
| 48       | 28       | 29       | 30       |          |          |          |          |

| Dezember | Dezember | Dezember | Dezember | Dezember | Dezember | Dezember | Dezember |
| Kw       | Mo       | Di       | Mi       | Do       | Fr       | Sa       | So       |
| -------- | -------- | -------- | -------- | -------- | -------- | -------- | -------- |
| 48       |          |          |          | 1        | 2        | 3        | 4        |
| 49       | 5        | 6        | 7        | 8        | 9        | 10       | 11       |
| 50       | 12       | 13       | 14       | 15       | 16       | 17       | 18       |
| 51       | 19       | 20       | 21       | 22       | 23       | 24       | 25       |
| 52       | 26       | 27       | 28       | 29       | 30       | 31       |          |

## Ereignisse

### Politik und Weltgeschehen

#### Kreuzfahrerstaaten
- April: Lombardenkrieg: König Heinrich I. erobert mit Kyrenia die letzte von kaiserlichen Truppen gehaltene Festung im Königreich Zypern. Der kaiserliche Statthalter Richard Filangieri flieht ins Königreich Jerusalem nach Tyrus. Hier sieht er sich allerdings ebenfalls den aufständischen Baronen unter Johann I. von Beirut gegenüber, die unter der formalen Regentschaft von Odo von Montbéliard eine eigene Regierung in Akkon bilden. Das Fürstentum Antiochia, die Grafschaft Tripolis und das Königreich Kleinarmenien verhalten sich in dem innerchristlichen Konflikt neutral.
- Ein Feldzug des Lateinischen Kaiserreichs unter Balduin II. und Johann von Brienne gegen das Kaiserreich Nikaia unter Johannes III. wird nach wenigen Wochen erfolglos abgebrochen.

#### Heiliges Römisches Reich
- Ein erster Kreuzzug des Bistums Bremen gegen die Stedinger Bauern ist nur in Osterstade erfolgreich.

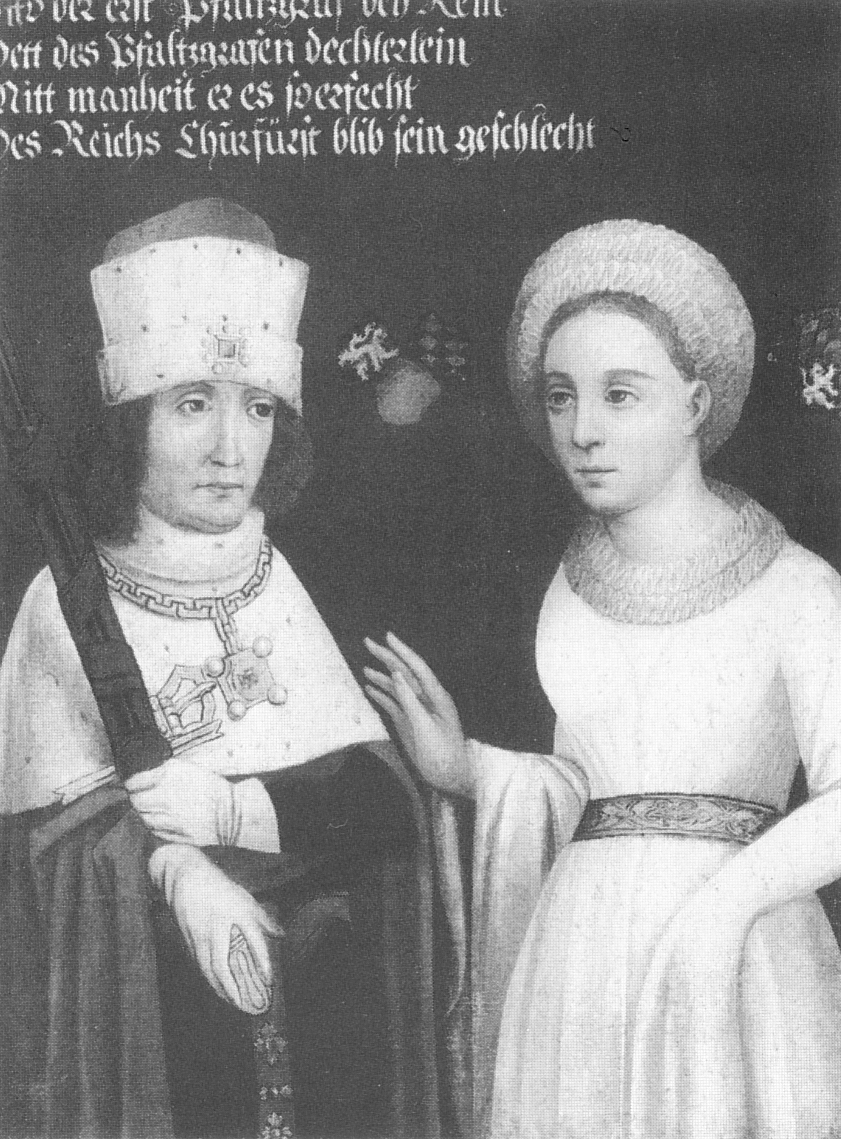
Herzog Otto II. von Bayern mit seiner Frau Agnes, Ölgemälde nach einer Vorlage aus dem 15. Jahrhundert

- Herzog Otto II. von Bayern bricht in das Herrschaftsgebiet der österreichischen Babenberger ein, denen er dann jedoch nach der Besetzung der Stadt Wels unterliegt.
- Konrad von Thüringen schließt mit den Grafen Berthold I. von Ziegenhain und Gottfried IV. von Ziegenhain-Nidda ein Schutz- und Trutzbündnis gegen Erzbischof Siegfried III. von Mainz, gegen den er schon seit mehreren Jahren immer wieder Feldzüge führt.

#### Königreich England
- Januar: König Heinrich III. von England zieht Krongüter von Anhängern des im Vorjahr gestürzten Hubert de Burgh ein und verteilt sie an Anhänger des neuen Justiciars Peter des Roches. Diese Günstlingswirtschaft ruft eine wachsende Opposition gegen die Herrschaft des Roches hervor. Im Juli beginnt Richard Marshal, 3. Earl of Pembroke, eine Revolte gegen König Heinrich III., die sich bis August zu einer offenen Rebellion auswächst, die allerdings auf die Welsh Marches beschränkt bleibt. Pembroke erhält dabei Unterstützung von dem walisischen Fürsten Llywelyn ab Iorwerth, der schon seit 1231 einen Krieg gegen England führt.

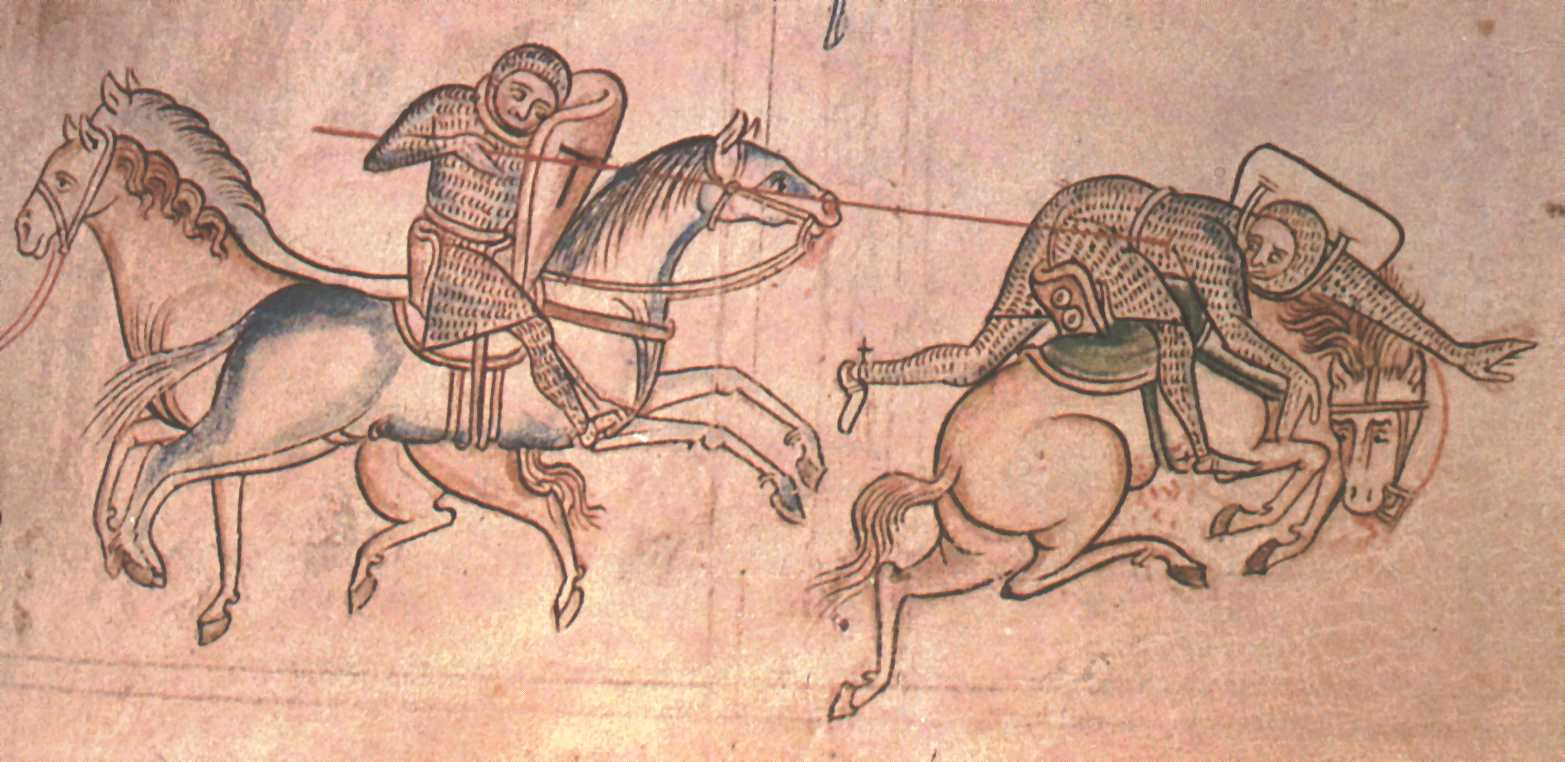
Matthäus Paris: William Marshal im Kampf gegen die königlichen Truppen

- 11. November: Bei Grosmont Castle erleidet Heinrich III. eine schwere Niederlage gegen die Aufständischen. Ein Angriff der Waliser auf Monmouth Castle führt am 25. November zu einer blutigen Schlacht, nach der sie die Burg erobern können. Ab Ende des Jahres belagert eine walisische Streitmacht unter Führung von Rhys Gryg, Maelgwn Fychan und Owain ap Gruffydd das südwalisische Carmarthen Castle. Die Rebellion Pembrokes wird allerdings von keinem anderen englischen Baron unterstützt.

#### Stadtrechte und urkundliche Ersterwähnungen
- Eiersheim, Hiltrup, Lautenbach, Mauren TG, Pirna, Ruswil und Saubach werden erstmals urkundlich erwähnt.
- Gendt, Oldenburg in Holstein und Rheinberg erhalten Stadtrechte.
- Kulm übernimmt Magdeburger Recht.

### Wissenschaft und Technik
- um 1233: Al-Mustansir, Kalif der Abbasiden, gründet in Bagdad die al-Mustansiriyya-Universität.

### Gesellschaft
- September: Der Galgen Gibet de Montfaucon wird erstmals urkundlich erwähnt.

### Religion

#### Buddhismus
- Gründung des Kosho-(Horin)-Ji Kloster in Kyōto, Japan durch Zen-Meister Dōgen

#### Christentum

##### Kirchenhierarchie

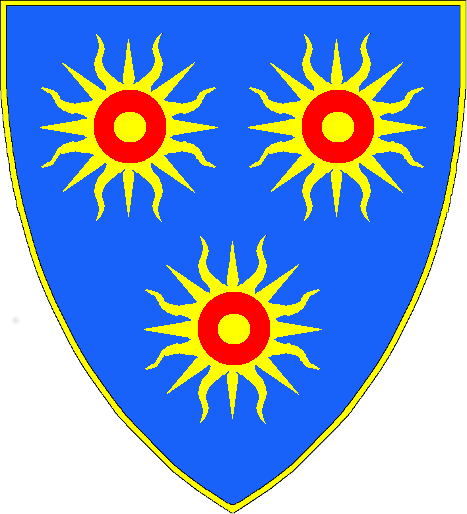
Wappen von Edmund Rich als Erzbischof von Canterbury

- 20. September: Edmund Rich wird zum Erzbischof von Canterbury gewählt. Am 10. Oktober stimmt König Heinrich III. von England der Wahl zu. Das Amt des Erzbischofs ist seit dem Tod von Richard Grant im August 1231 vakant, und Edmund ist bereits der vierte Kandidat, den das Kathedralkapitel zum neuen Erzbischof wählt. Die anderen drei Kandidaten, Kanzler Ralph de Neville, John of Sittingbourne, der Priors von Christ Church in Canterbury und Master John Blund, ein Gelehrter aus Chichester, sind jeweils auf Rat von Archidiakon Simon Langton von Papst Gregor IX. abgelehnt worden.

##### Kloster- und Ordensgründungen
- 19. Dezember: Das Kloster Töss wird mit Bewilligung des Bischofs von Konstanz durch die Grafen Hartmann IV. und Hartmann V. von Kyburg gegründet.
- In Florenz gründen sieben Kaufleute den Ordo Servorum Mariae.
- Das Kloster Kärkna in Estland wird gegründet.
- Agnes von Böhmen gründet in Prag die Kreuzherren mit dem Roten Stern.

##### Sonstiges
- 11. Juni: Papst Gregor IX. expediert das Schreiben Vox in Rama an Kaiser Friedrich II. und seinen Sohn, König Heinrich, in dem er über eine angebliche neue Ketzergruppe in Deutschland, die Luziferianer, „informiert“. Am 13. Juni erfolgt eine gleichlautende Mitteilung an Erzbischof Siegfried III. von Mainz, an Bischof Konrad II. von Hildesheim und an Konrad von Marburg, am Tage darauf eine weitere an die Bischöfe der Kirchenprovinz Mainz.

## Geboren
- Juni/Juli: Ibn Manzūr, arabischer Lexikograph und Autor († 1311/1312)
- 15. August: Philipp Benizi, italienischer Heiliger und Ordensgründer, Generalsuperior der Serviten († 1285)
- an-Nawawī, arabischer sunnitischer Rechts- und Traditionsgelehrter der schafiitischen Richtung und Autor († 1277)
- Rosa von Viterbo, katholische Mystikerin († 1252)

## Gestorben

### Todesdatum gesichert
- 6. Januar: Matilda of Chester, Countess of Huntingdon, anglonormannische Adelige (* 1171)
- 24. Januar: Urson de Nemours, Kammerherr und Berater der französischen Könige Ludwig VIII. und Ludwig IX. (* um 1165)
- 11. Februar: Ermengarde de Beaumont, schottische Queen Consort
- 1. März: Thomas I., Graf von Savoyen (* 1177)
- 27./28. März: Herold, Abt des Benediktinerklosters in Münsterschwarzach
- 11. April: Reiner von Osnabrück, deutscher Einsiedler, Seliger der katholischen Kirche
- 6. Juli: Burchard von Oldenburg-Wildeshausen, Graf von Wildeshausen und Graf von Bruchhausen (* vor 1199)
- 26. Juli: Wilbrand von Oldenburg, Bischof von Paderborn und Bischof von Utrecht (* vor 1180)
- 29. Juli: Savary de Mauléon, französischer Ritter und Baron, Burgherr von Mauléon, Châtelaillon, Fontenay, Talmont u. a., Seneschall des Poitou (* um 1180)
- 30. Juli: Konrad von Marburg, deutscher Priester und Kreuzzugsprediger, Inquisitor, Politiker und Beichtvater der Elisabeth von Thüringen (* um 1180/1190)
- 25. August: Berthold von Helfenstein, Bischof von Chur
- 22. November: Helena von Dänemark, Herzogin von Lüneburg (* um 1180)

### Genaues Todesdatum unbekannt
- März: Bohemund IV., Fürst von Antiochia, Graf von Tripolis
- März/Mai: Simon von Joinville, Seneschall der Champagne
- 4. März, 26. Juli oder 27. Juli: Ferdinand von Portugal, Graf von Flandern und Hennegau (* 1188)
- Alix von Montferrat, Königin von Zypern (* 1210)
- Al-Āmidī, islamischer Rechtsgelehrter und Theologe (* 1157)
- Christian II., Graf von Oldenburg
- William Comyn, Earl of Buchan, schottischer Adliger (* um 1150)
- Ferdinand, Graf von Flandern und Hennegau
- Guy I. de Lévis, französischer Ritter und Kreuzfahrer, Herr von Mirepoix (* um 1180)
- Ibn al-Athīr, muslimischer Historiker (* 1160)
- Jolante von Courtenay, Königin von Ungarn (* um 1200)
- Konoe Motomichi, Regent von Japan (* 1160)
- Konrad II. von Tegerfelden, Bischof von Konstanz
- Konrad II., Bischof von Cammin
- Wartislaw, pommerscher Adliger
- Yasang Chökyi Mönlam, Person des tibetischen Buddhismus, Klostergründer (* 1169)

### Gestorben um 1233
- Freidank, fahrender Kleriker (Vagant) und mittelhochdeutscher Spruchdichter (* um 1170)